# Callopistria angustata
Callopistria angustata är en fjärilsart som beskrevs av W. Warren 1913. Callopistria angustata ingår i släktet Callopistria och familjen nattflyn. Inga underarter finns listade i Catalogue of Life.